# Canada Gairdner International Award
Der Canada Gairdner International Award ist ein von der kanadischen Gairdner-Stiftung in Toronto vergebener Wissenschaftspreis im Bereich der medizinischen Forschung. Er wird seit 1959 jährlich an mehrere Preisträger für herausragende Entdeckungen oder Beiträge in den medizinischen Wissenschaften verliehen.
2009 erhielt die Auszeichnung ihren heutigen Namen, vorher war sie mit Gairdner Foundation International Award benannt. Seit jenem Jahr ist die Auszeichnung mit einem Preisgeld in Höhe von 100.000 kanadischen Dollar dotiert. Der in Form einer Skulptur gestaltete Preis zählt zu den prestigeträchtigsten Preisen im Bereich der Biomedizin. 
Mit Stand April 2025 wurde 378 mal einer Person der Preis zugesprochen. Michael Houghton hat 2013 die Annahme abgelehnt, Frederick Sanger erhielt den Preis zweimal, 1971 und 1979, ebenfalls zweimal Sydney Brenner, 1978 und 1991, sodass es 375 Preisträger gibt. Mit Stand Oktober 2024 haben 106 Empfänger des Gairdner Foundation International Award und damit mehr als ein Viertel aller Preisträger später auch einen Nobelpreis erhalten, darunter Houghton. James Watson erhielt 2002 einen Gairdner Award, 40 Jahre nach seinem Nobelpreis für Medizin 1962. Frederick Sanger erhielt einen seiner beiden Nobelpreise (1958) vor seinen beiden Gairdner Awards, den anderen (1980) danach.

## Preisträger
Das Jahr der Nobelpreisverleihung ist in Klammern angegeben.
- 1959: Alfred Blalock, Wilfred Gordon Bigelow, William D. M. Paton, Charles Ragan, Harry M. Rose, Eleanor Zaimis
- 1960: Joshua H. Burn, John Heysham Gibbon, William F. Hamilton, John McMichael, Karl Friedrich Meyer, Arnold Rice Rich
- 1961: Russell Brock, Alan C. Burton, Ulf von Euler (Nobelpreis 1970), Alexander B. Gutman, Jonas H. Kellgren
- 1962: Albert Coons, Clarence Crafoord, Francis Crick (1962), Henry G. Kunkel, Stanley J. Sarnoff
- 1963: Murray L. Barr, Eric G. L. Bywaters, Jacques Genest, Pierre Grabar, Clarence Walton Lillehei, Irvine H. Page
- 1964: Seymour Benzer, Karl H. Beyer Jr., Deborah Doniach, Ivan Roitt, Gordon D. W. Murray, Keith R. Porter
- 1965: Jerome W. Conn, Robert Royston Amos Coombs, Charles E. Dent, Charles Leblond, Daniel J. McCarty, F. Horace Smirk
- 1966: Geoffrey S. Dawes, Charles B. Huggins (1966), Willem Kolff, Luis Federico Leloir (1970), Jacques Miller, Rodney R. Porter (1972), Jan Gösta Waldenström
- 1967: Christian de Duve (1974), Marshall Nirenberg (1968), George E. Palade (1974), Julius Axelrod (1970), Harold Copp, Iain MacIntyre, Peter J. Moloney, Fraser Mustard, Sidney Udenfriend
- 1968: Bruce Chown, James L. Gowans, George Herbert Hitchings (1988), Jacques Oudin, J. Edwin Seegmiller
- 1969: Frank J. Dixon, Ernest McCulloch, John P. Merrill, Robert B. Salter, Belding Scribner, Mason Sones, Earl Wilbur Sutherland (1971), James Till
- 1970: Vincent P. Dole, Richard Doll, Robert A. Good, Niels Kaj Jerne (1984), Robert Bruce Merrifield (1984)
- 1971: Solomon Aaron Berson, Charles Best, Rachmiel Levine, Frederick Sanger (1958, 1980), Donald F. Steiner, Rosalyn Sussman Yalow (1977)
- 1972: Sune Bergström (1982), Britton Chance, Oleh Hornykiewicz, Robert Russell Race, Ruth Sanger
- 1973: Roscoe O. Brady, Denis Parsons Burkitt, John Charnley, Kimishige Ishizaka, Teruko Ishizaka, Harold Johns
- 1974: David Baltimore (1975), Hector F. DeLuca, Roger Charles Louis Guillemin (1977), Hans J. Müller-Eberhard, Juda H. Quastel, Andrew Victor Schally (1977), Howard M. Temin (1975)
- 1975: Ernest Beutler, Baruch Samuel Blumberg (1976), Henri G. Hers, Hugh Esmor Huxley, John D. Keith, William T. Mustard
- 1976: Thomas R. Dawber, Godfrey Hounsfield (1979), William B. Kannel, Eugene Kennedy, George Klein, George Davis Snell (1980)
- 1977: K. Frank Austen, Cyril Clarke, Jean Dausset (1980), Henry Friesen, Victor Almon McKusick
- 1978: Sydney Brenner (2002), Jean-Pierre Changeux, Donald S. Fredrickson, Samuel O. Freedman, Phil Gold, Edwin Gerhard Krebs (1992), Elizabeth C. Miller, James A. Miller, Lars Terenius
- 1979: James Whyte Black (1988), George F. Cahill Jr., Walter Gilbert (1980), Elwood V. Jensen, Frederick Sanger (1958, 1980), Charles Scriver
- 1980: Paul Berg (1980), Irving B. Fritz, Har Gobind Khorana (1968), Efraim Racker, Jesse Roth, Michael Sela
- 1981: Michael Stuart Brown (1985), Wai Yiu Cheung, Joseph Leonard Goldstein (1985), Georges J. F. Köhler (1984), César Milstein (1984), Elizabeth F. Neufeld, Saul Roseman, Bengt Ingemar Samuelsson (1982), Jerry H.-C. Wang
- 1982: Gilbert Ashwell, Günter Blobel (1999), Arvid Carlsson (2000), Paul Janssen, Manfred M. Mayer
- 1983: Bruce Ames, Gerald D. Aurbach, John A. Clements, Richard K. Gershon, Donald A. Henderson, Susumu Tonegawa (1987)
- 1984: John Michael Bishop (1989), Alfred Goodman Gilman (1994), Yuet Wai Kan, Kresimir Krnjevic, Robert Laing Noble, Martin Rodbell (1994), Harold Elliot Varmus (1989)
- 1985: Stanley Cohen (1986), Paul Christian Lauterbur (2003), Raymond U. Lemieux, Mary F. Lyon, Mark Ptashne, Charles Yanofsky
- 1986: Adolfo J. de Bold, Jean-François Borel, James E. Darnell, Peter Doherty (1996), T. Geoffrey Flynn, Phillip Allen Sharp (1993), Michael Smith (1993), Harald Sonnenberg, Rolf Zinkernagel (1996)
- 1987: René Favaloro, Robert Charles Gallo, Walter Gehring, Eric Kandel (2000), Edward B. Lewis (1995), Luc Montagnier (2008), Michael Rossmann
- 1988: Albert J. Aguayo, Michael Berridge, Thomas R. Cech (1989), Michael Anthony Epstein, Robert Lefkowitz (2012), Yasutomi Nishizuka
- 1989: Mark M. Davis, Jean-Marie Ghuysen, Louis M. Kunkel, Tak W. Mak, Erwin Neher (1990), Bert Sakmann (1990), Ronald G. Worton
- 1990: Francis Collins, Victor Ling, John R. Riordan, Oliver Smithies (2007), Edwin Southern, Edward Donnall Thomas (1990), Lap-Chee Tsui
- 1991: Sydney Brenner (2002), Judah Folkman, Robert Francis Furchgott (1998), David H. MacLennan, Kary Mullis (1993), John E. Sulston (2002)
- 1992: Leland H. Hartwell (2001), Yoshio Masui, Paul Nurse (2001), Richard Peto, Bert Vogelstein, Robert Allan Weinberg
- 1993: Mario Capecchi (2007), Alvan R. Feinstein, Stanley Prusiner (1997), Oliver Smithies (2007), Michel Ter-Pogossian
- 1994: Pamela J. Bjorkman, Tony Hunter, Donald Metcalf, Anthony Pawson, Don Craig Wiley
- 1995: Bruce Alberts, Arthur Kornberg (1959), Roger Tsien (2008)
- 1996: Robert Langer, Barry Marshall (2005), Janet Rowley, James Rothman (2013), Randy Schekman (2013)
- 1997: Corey Goodman, Richard O. Hynes, Alfred G. Knudson, Erkki Ruoslahti
- 1998: Giuseppe Attardi, Elizabeth Blackburn (2009), Carol W. Greider (2009), Walter Neupert, Gottfried Schatz
- 1999: Avram Hershko (2004), H. Robert Horvitz (2002), Alexander Varshavsky, Andrew Wyllie
- 2000: Jack Hirsh, Roger D. Kornberg (2006), Robert G. Roeder, Alain Townsend, Emil Unanue
- 2001: Clay Armstrong, Bertil Hille, Roderick MacKinnon (2002), Marc Kirschner
- 2002: Francis Collins (Award of Merit), Philip P. Green, Eric Lander, Maynard V. Olson, John E. Sulston (2002), Craig Venter, Michael Waterman, Robert Waterston, James Watson (Award of Merit) (1962), Jean Weissenbach
- 2003: Richard Axel (2004), Linda B. Buck (2004), Wayne A. Hendrickson, Seiji Ogawa, Ralph M. Steinman (2011)
- 2004: Seymour Benzer, R. John Ellis, Franz-Ulrich Hartl, Arthur Horwich, George Sachs
- 2005: Douglas Coleman, Andrew Z. Fire (2006), Jeffrey M. Friedman, Craig Mello (2006), Brenda Milner, Endel Tulving
- 2006: Ralph L. Brinster, Ronald M. Evans, Alan Hall, Thomas D. Pollard, Joan Steitz
- 2007: C. David Allis, Kim Nasmyth, Harry Noller, Dennis J. Slamon, Thomas A. Steitz (2009)
- 2008: Victor Ambros (2024), Harald zur Hausen (2008), Gary Ruvkun (2024), Nahum Sonenberg, Samuel Weiss
- 2009: Richard Losick, Kazutoshi Mori, Lucy Shapiro, Peter Walter, Shinya Yamanaka (2012)
- 2010: William A. Catterall, Pierre Chambon, William G. Kaelin Jr. (2019), Peter J. Ratcliffe (2019), Gregg L. Semenza (2019)
- 2011: Adrian Peter Bird, Howard Cedar, Aharon Razin, Jules A. Hoffmann (2011), Shizuo Akira
- 2012: Jeffrey Hall (2017), Michael Rosbash (2017), Michael W. Young (2017), Thomas Jessell, Jeffrey Ravetch
- 2013: Harvey J. Alter (2020), Daniel W. Bradley, Michael Houghton (Annahme abgelehnt[1], 2020), Stephen Joseph Elledge, Gregory Winter (2018)
- 2014: James P. Allison (2018), Titia de Lange, Marc Feldmann, Ravinder Nath Maini, Harold Fisher Dvorak, Napoleone Ferrara
- 2015: Lewis C. Cantley, Michael N. Hall, Lynne E. Maquat, Yoshinori Ohsumi (2016), Shimon Sakaguchi
- 2016: Feng Zhang, Jennifer Doudna (2020), Emmanuelle Charpentier (2020), Philippe Horvath, Rodolphe Barrangou
- 2017: Akira Endō, David Julius (2021), Lewis E. Kay, Rino Rappuoli, Huda Zoghbi
- 2018: Azim Surani, Davor Solter, Edward Boyden, Karl Deisseroth, Peter Hegemann
- 2019: John Diffley, Ronald Vale, Timothy A. Springer, Bruce Stillman, Susan Band Horwitz
- 2020: Masatoshi Takeichi, Rolf Kemler, Roel Nusse, Mina J. Bissell, Elaine Fuchs
- 2021: Daniel J. Drucker, Joel Francis Habener, Jens Juul Holst, Mary-Claire King
- 2022: Stuart H. Orkin, John E. Dick, Pieter Cullis, Katalin Karikó (2023), Drew Weissman (2023)
- 2023: Demis Hassabis (2024), John M. Jumper (2024), Bonnie L. Bassler, E. Peter Greenberg, Michael R. Silverman
- 2024: Pascal Mayer, Shankar Balasubramanian, David Klenerman, Michel Sadelain, Zelig Eshhar
- 2025: Michael J. Welsh, Paul Negulescu, Spyros Artavanis-Tsakonas, Iva Greenwald, Gary Struhl